# Zona Rosa (Ciudad de México)

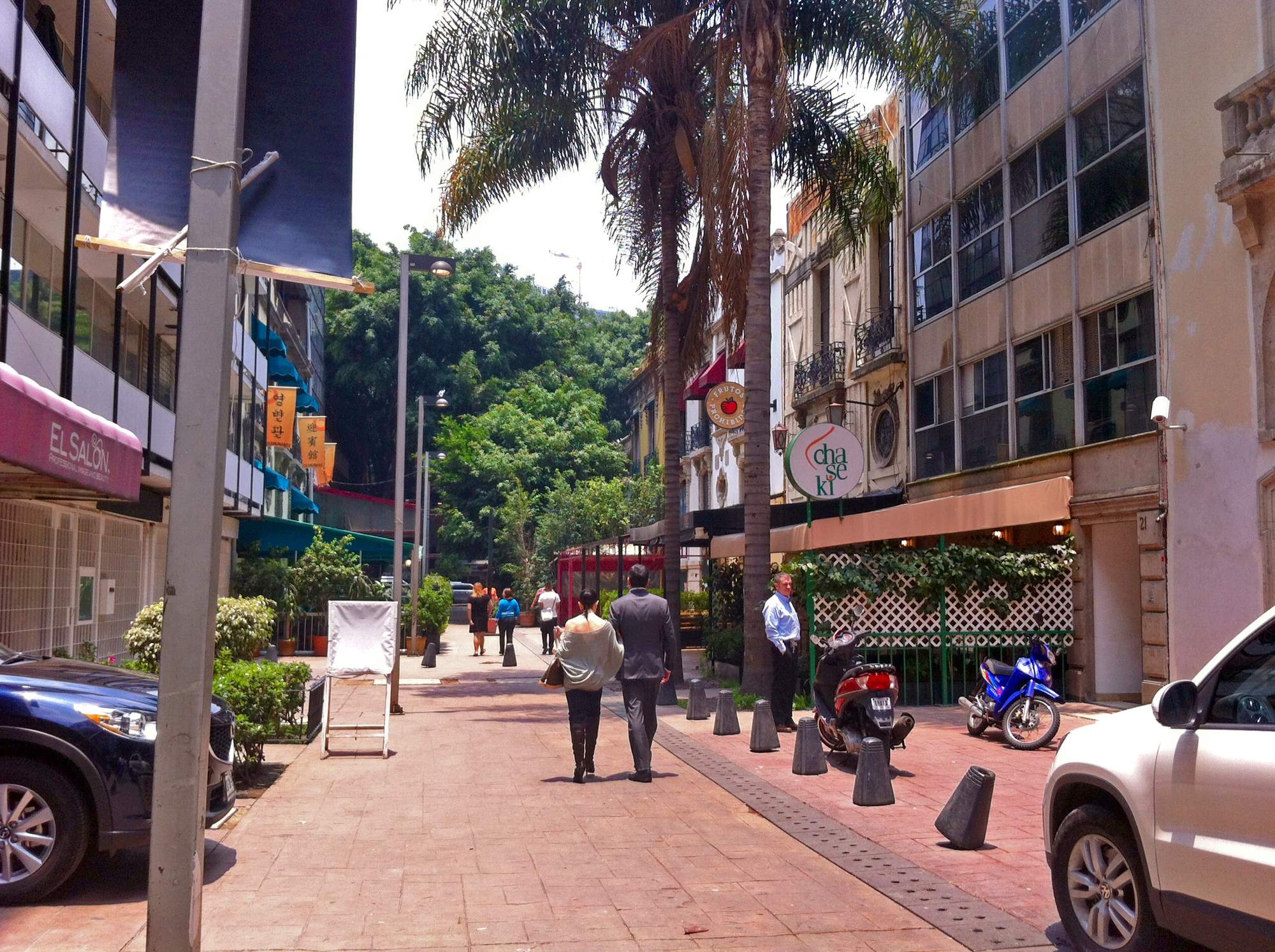
Calle semipeatonal de Copenhague, cerca del cruce con la avenida Paseo de la Reforma.

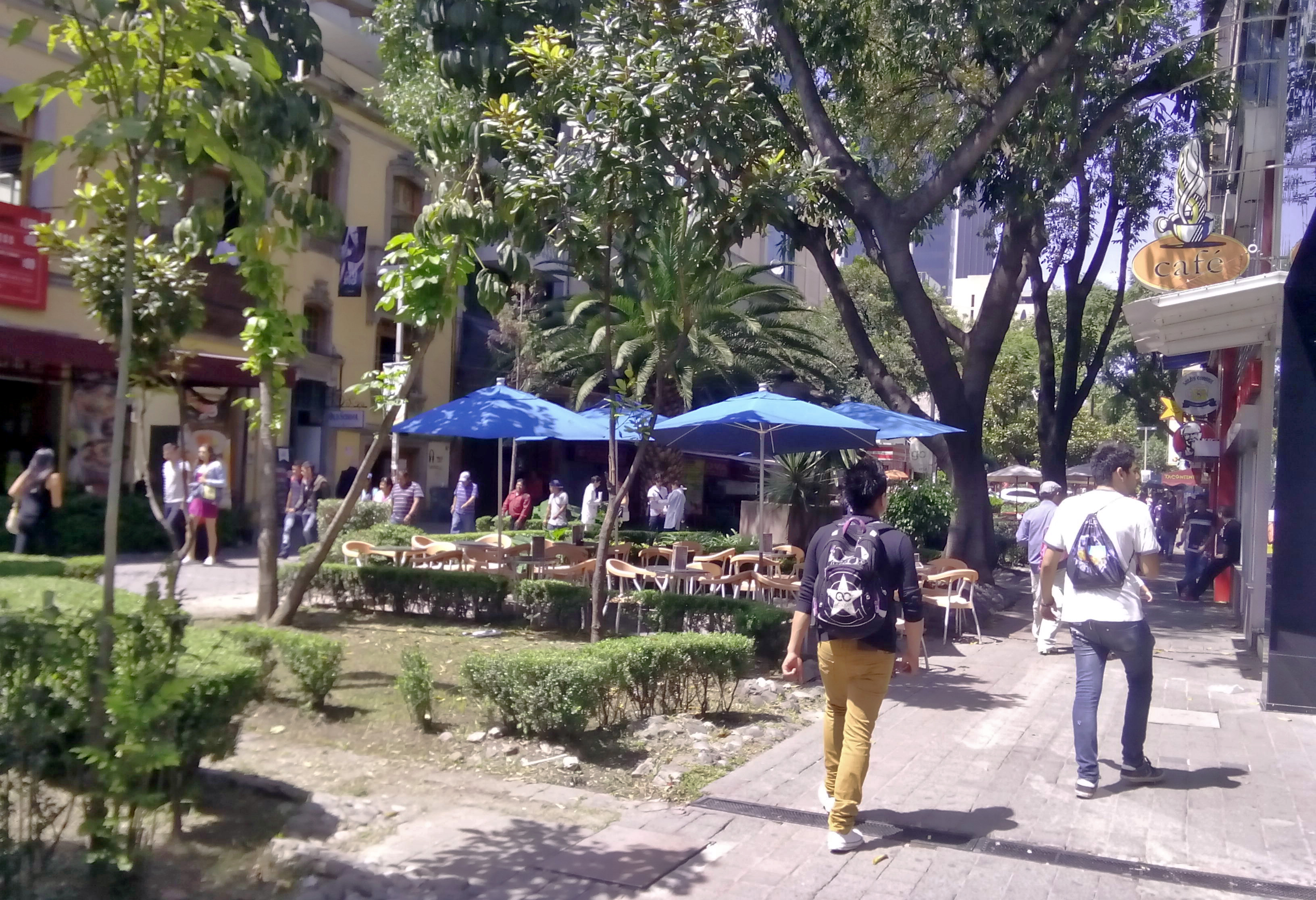
Calle peatonal de Génova en la Zona Rosa.

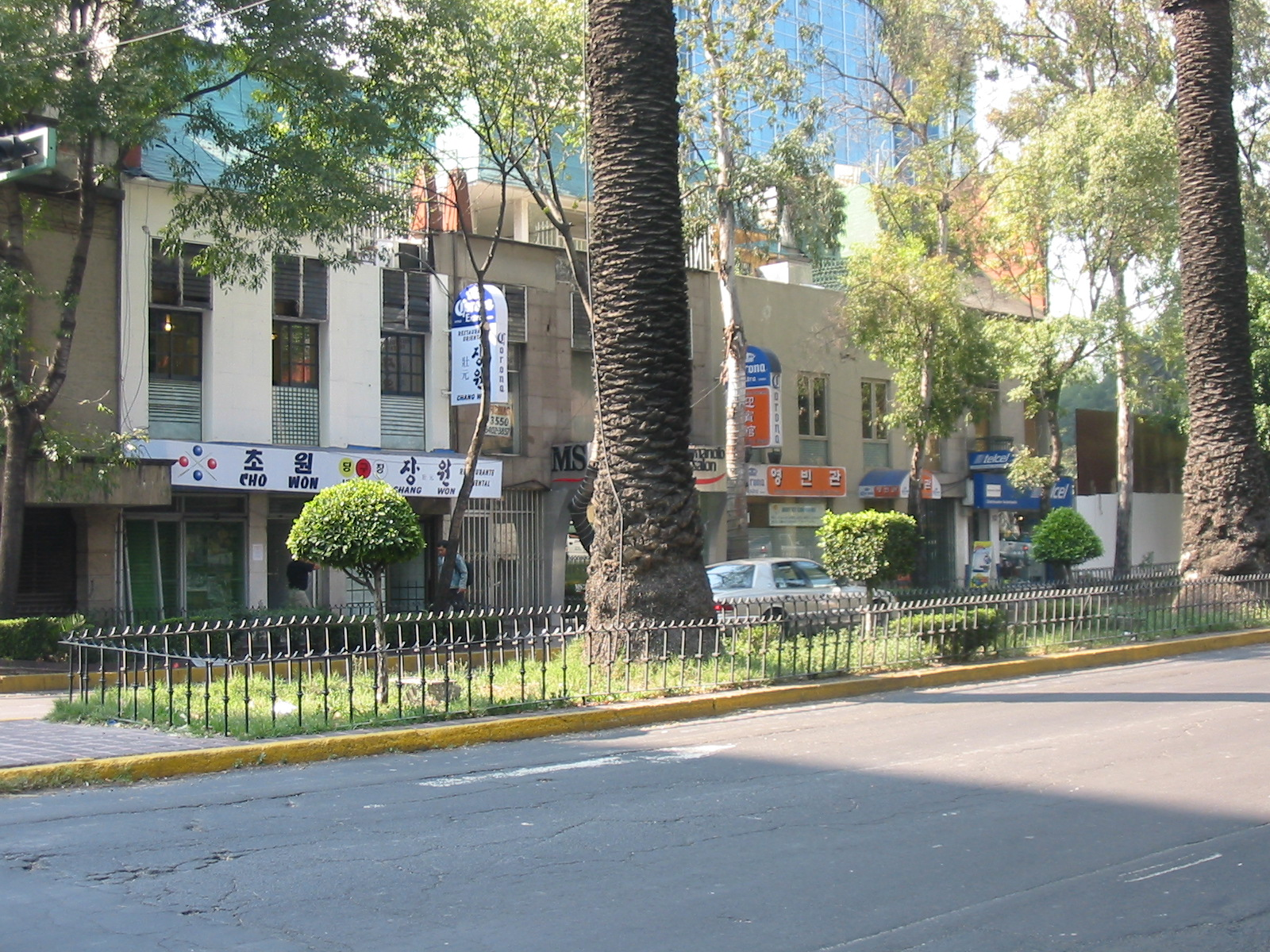
La Zona Rosa también alberga a la comunidad coreana de la Ciudad de México. En la foto, algunos restaurantes ubicados en la calle de Florencia.

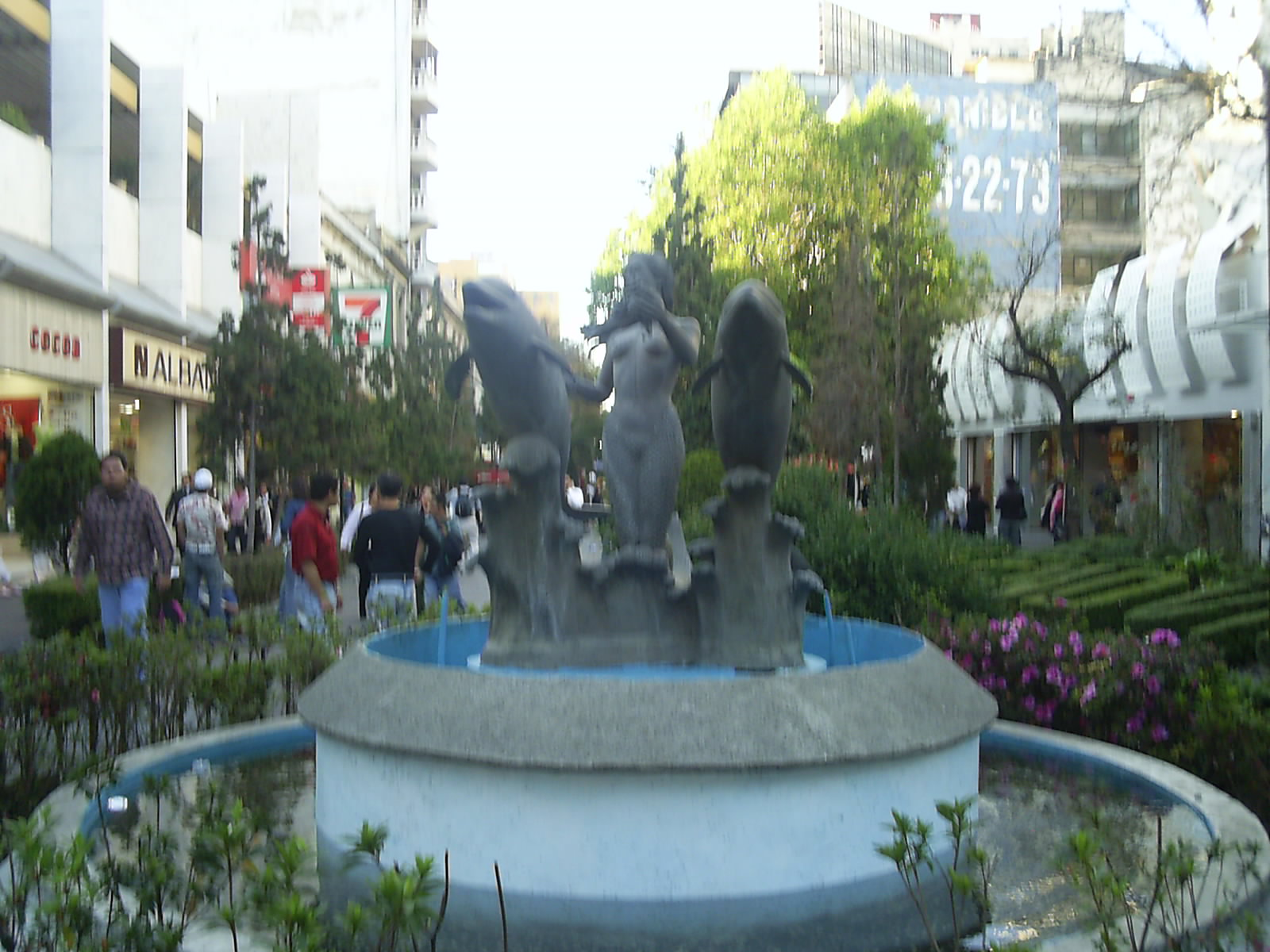
Fuente en la calle de Génova, en la Zona Rosa.

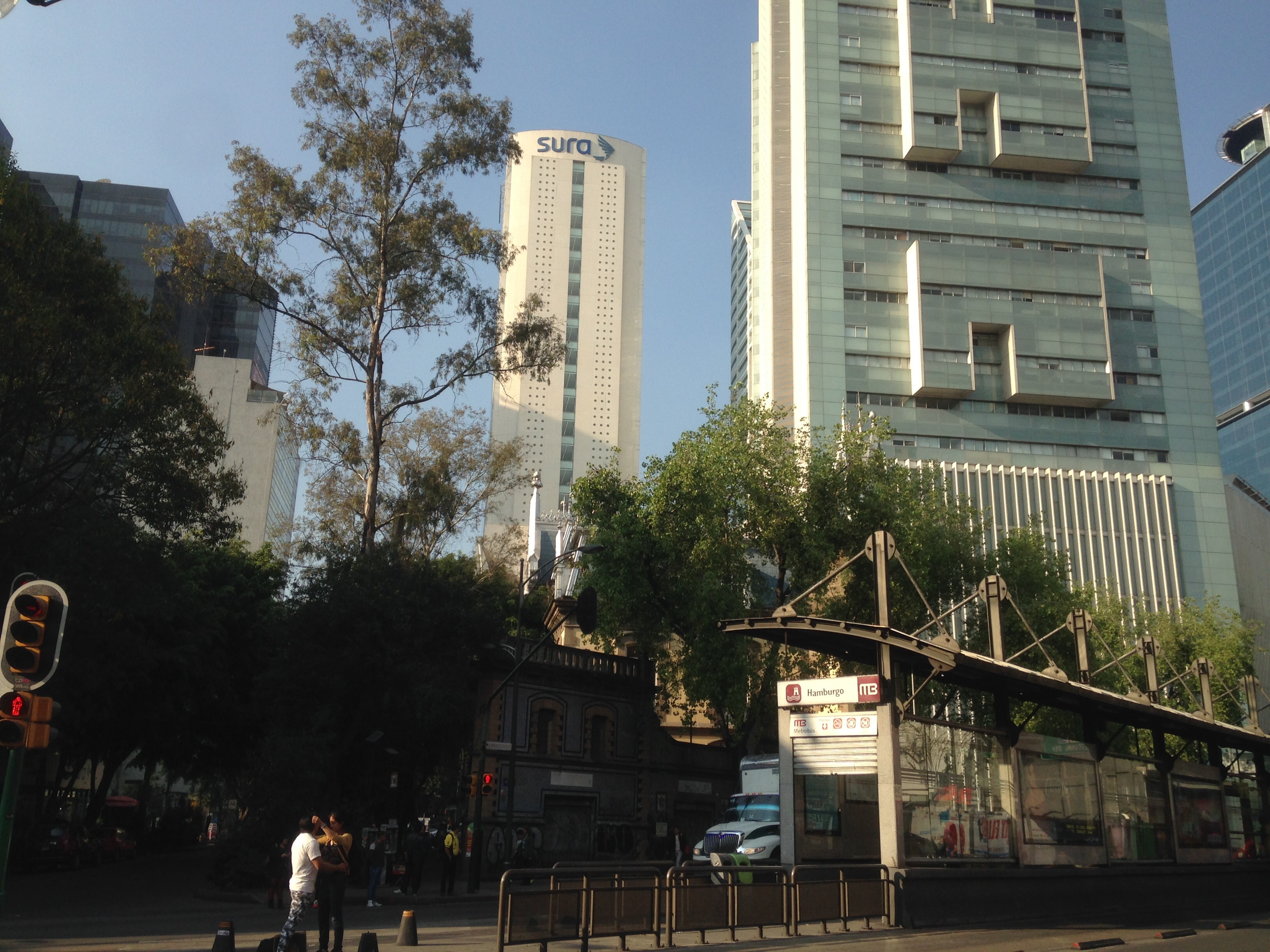
Vista de avenida de los Insurgentes hacia Paseo de la Reforma, inicio al surponiente de la Zona Rosa. Cuenta con las estaciones de Metrobús Hamburgo e Insurgentes.

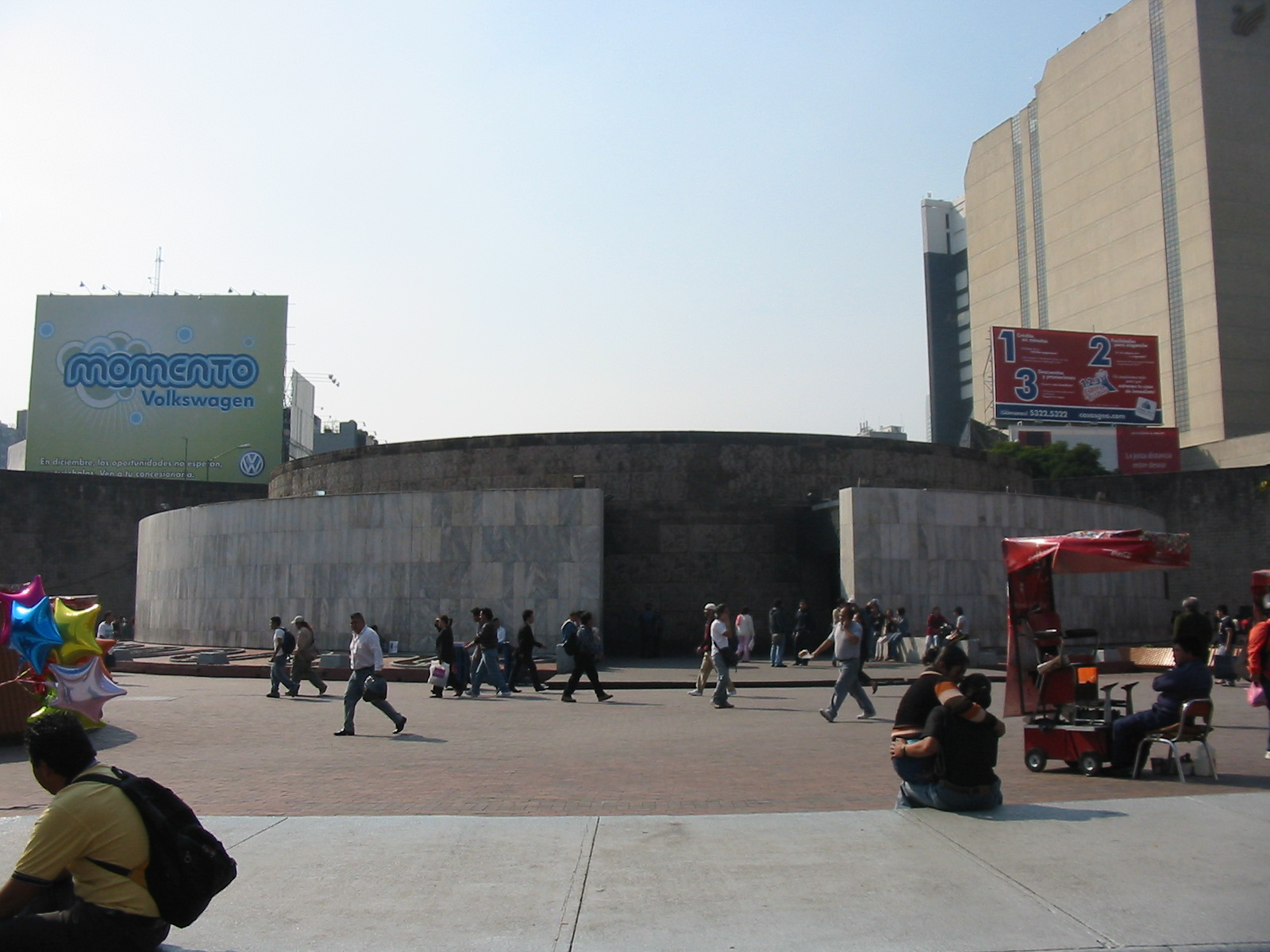
La estación del Metro Insurgentes, ubicada en la Glorieta de Insurgentes, es uno de los muchos accesos a la Zona Rosa.

El lugar conocido como la Zona Rosa es una zona comercial dentro de la colonia Juárez, en la alcaldía Cuauhtémoc de la Ciudad de México, en el denominado Corredor Turístico de la avenida Paseo de la Reforma. Concentra gran cantidad de boutiques, hoteles, bares, restaurantes, galerías de arte, estudios de tatuaje, cafés, antros, librerías, sex shops y oficinas. También es conocida por su vida nocturna, por lo que es uno de los espacios más visitados en la ciudad.
Surgido este espacio entre las décadas conformadas entre los años 1950 y 1960 entre algunas casonas y palacetes porfirianos, entre los que se levantaron algunos rascacielos y edificios de corte funcionalista. Aguna vez se le llegó a conocer como el Montmartre mexicano. Hoy en día, la Zona Rosa de la Ciudad de México es reconocida como el principal barrio LGBT de la ciudad y un punto de encuentro significativo para diversas tribus urbanas.
La extensión que conforma a la Zona Rosa de la Ciudad de México abarca una gran parte que corresponde a la colonia Juárez, y sus límites son los siguientes: al norte, por la avenida Paseo de la Reforma; al sur, por la avenida Chapultepec; al este, por la avenida de los Insurgentes, y al oeste, por la avenida Florencia. Dentro de sus límites se ubica también una importante área corporativa y de negocios. Cerca de la zona se encuentran la Bolsa Mexicana de Valores y las sedes corporativas de varios bancos e instituciones financieras.

## Origen del nombre
El origen del nombre se debe a que varios edificios estaban pintados de color rosa, hecho mencionado por Carlos Fuentes en La región más transparente. Otra explicación es que se eligió este nombre para con el término "zona roja", dándole una connotación más positiva al área. También se dice que Zona Rosa fue un nombre dado a este barrio por el pintor mexicano José Luis Cuevas, cuya explicación fue que el color rosa de la zona proviene de ser una zona roja por la noche, y blanca de día. Así mismo, diversas fuentes atribuyen el nombre de Zona Rosa al periodista Agustín Barrios Gómez. En todo caso, al no mencionarlas hay que tomar cada versión con las reservas que merece el caso.[cita requerida]

## Historia
La Zona Rosa comenzó a desarrollarse junto con el resto de la colonia Juárez a mediados del siglo XIX; sin embargo, siempre ha tenido una identidad independiente. El gobierno de México promovió la zona para la inversión extranjera y la residencia de extranjeros hasta principios del siglo XX. Esta iniciativa también atrajo a miembros de la élite de la Ciudad de México, quienes buscaban alejarse del centro de la ciudad, construyendo mansiones y chalets en estilo ecléctico que caracterizó a la época. Durante ese tiempo, la zona se llenó de cafés, pastelerías y diversas áreas verdes diseñadas para crear un ambiente de estilo europeo. Sin embargo, la Revolución Mexicana puso fin al proceso de construcción en la zona. Las mansiones iniciales permanecieron en pie, pero muchas quedaron abandonadas.
A pesar de ello, la Zona Rosa siguió siendo una de las áreas más glamorosas durante gran parte del siglo XX. Cafés y restaurantes exclusivos, galerías de arte y joyerías continuaron atrayendo a residentes adinerados, aunque en menor escala.

### Atractivo bohemio
En la década de 1950, la Zona Rosa fue repoblada y revitalizada por artistas e intelectuales atraídos por su ubicación estratégica entre el centro histórico y el Bosque de Chapultepec. Durante este periodo, se inauguraron bares de moda, clubes, restaurantes, cafés, librerías y galerías de arte que le dieron a la zona un carácter bohemio. La adaptación de estas mansiones a finales de la década de 1940 es narrada por Carlos Fuentes en La región más transparente:

...por [la calle] Niza, donde ya las mansiones del porfiriato iniciaban su declive hacia la boutique, el restaurante, el salón de  belleza.

Entre los proyectos más destacados estuvo el Pasaje Jacaranda, un centro comercial innovador que abrió en la calle Génova durante la década de 1960.[cita requerida]
Para los años 60, la zona era frecuentada por figuras destacadas como los políticos Adolfo López Mateos, Adolfo Ruiz Cortines y Miguel Alemán, así como por artistas y escritores de renombre como José Luis Cuevas, Carlos Fuentes y Carlos Monsiváis. Estos personajes vivían, trabajaban y visitaban clubes locales como el Café Kineret. Durante este periodo también se establecieron restaurantes de alta categoría, como Focolare (1953), La Góndola (1958) y Passy (1958), aunque ninguno de ellos sigue existiendo. Los clubes y restaurantes eran exclusivos y contaban con estrictos códigos de vestimenta. Sin embargo, también había clubes conocidos por sus espectáculos con coristas, como el Can-can, ubicado en la esquina de las calles Hamburgo y Génova.
Esta mezcla de bohemia y elegancia llevó a José Luis Cuevas a comentar que la zona «es demasiado ingenua para ser roja, pero demasiado frívola para ser blanca, por eso es precisamente rosa». Se dice que esta frase dio origen al nombre actual del lugar. El pintor mexicano ha declarado en numerosas ocasiones tanto en prensa como en televisión, que el nombre surgió originalmente como un homenaje a la actriz cubana Rosa Carmina. En 1967, José Luis Cuevas creó un mural en una azotea de la Zona Rosa, solo para destruirlo segundos después. Este acto fue una forma de protesta contra el contenido social y político predominante en el movimiento muralista mexicano posterior a la Revolución. En el 2003, se instaló una reproducción de este “mural efímero” en la misma azotea donde había sido creado y destruido por el artista.
Debido al auge que tuvo el lugar, por varias partes comenzaron a surgir edificios de corte moderno que se destinaron a hoteles de gran turismo y oficinas corporativas. Su fama aumentó después de los Juegos Olímpicos de México 1968 y de la Copa Mundial de Fútbol de 1970, que le hicieron punto de interés turístico y de reunión.[cita requerida]
Esta etapa de desarrollo de la Zona Rosa continuó hasta la década de 1980. Durante esos años, se abrieron numerosas galerías, bares bohemios y restaurantes. La zona era considerada tolerante, intelectual y cosmopolita. Incluso llegó a tener su propia revista literaria, llamada Zona Rosa.

### Declive
Los problemas en la Zona Rosa comenzaron en 1968, cuando la construcción del Metro de la Ciudad de México hizo que la zona perdiera su exclusividad y aumentara la delincuencia. El verdadero deterioro se inició cuando los negocios más antiguos y refinados, como boutiques y galerías, cerraron debido a la crisis económica de la década de 1980 y otros comenzaron a mudarse a otras zonas exclusivas de la ciudad como Polanco, derivado del terremoto de 1985, que causó graves daños en la zona. Muchas de las empresas más exclusivas fueron reemplazadas por clubes para hombres, bares gay y salones de masajes, lo que hizo que la Zona Rosa se volviera más “roja” que “rosa”.
Con la promoción de la zona como un destino turístico, surgieron establecimientos como restaurantes de comida rápida, discotecas y bares, lo que generó problemas relacionados con el consumo de alcohol por menores de edad y la prostitución. Un ejemplo del cambio es La Ronda, un establecimiento que solía ser frecuentado por intelectuales como Guadalupe Amor y Manuel Felguérez, pero que luego se transformado en un club para hombres llamado Foxy’s. Otros lugares, como el bar Tirol, que ocupaba una de las antiguas mansiones de la zona, simplemente cerraron, dejando sus edificios abandonados. Además, muchas joyerías y tiendas de arte fino fueron reemplazadas por negocios que venden artículos de producción masiva y souvenirs.
A principios de la década de 1990 la Zona Rosa se convirtió en zona de tolerancia e integración para la comunidad gay. En los alrededores de la calle Amberes abrieron bares, clubes y negocios dirigidos a la comunidad gay, identificables por el uso de colores del arcoíris en sus fachadas. Sin embargo, a diferencia de otras ciudades, la Zona Rosa no es una zona exclusivamente gay, sino que el tipo de lugares de entretenimiento para adultos, discotecas y sex shops se hallan mezclados entre hoteles, restaurantes, escuelas e iglesias.
El declive más marcado de la Zona Rosa ocurrió durante las décadas de 1980 y 1990. Durante la década de los 2000, se implementaron diversas medidas, como la introducción de policías turísticos, el mejoramiento de la regulación de negocios, el control de la prostitución, la reparación de infraestructura y la promoción del turismo. No obstante, estos esfuerzos han tenido un éxito limitado. La ciudad ha realizado operativos de alto perfil, como redadas en clubes nocturnos, en busca de drogas y menores de edad. Estas acciones llevaron a la expropiación de algunos establecimientos, como uno en la calle Florencia y otro en la calle Berna. Actualmente, el edificio expropiado en la calle Florencia alberga una unidad de la policía de la Ciudad de México. También se han realizado otras redadas en respuesta a quejas sobre consumo de alcohol por menores de edad y apuestas ilegales.
En el 2007, se inició un proyecto público-privado para conectar y promover la Zona Rosa junto con el centro histórico bajo el corredor Reforma-Centro Histórico. Aunque la delincuencia disminuyó, los residentes y negocios continuaron abandonando la zona.

## Arquitectura
La Zona Rosa todavía conserva algunas de las construcciones originales que vieron nacer a la colonia Juárez. No prevaleció un estilo, sino que fue una mezcla de varios estilos, que se conoció como eclecticismo, muy en boga en esos años por el gusto e imitación de lo francés. Aunque sí se puede ver en algunas construcciones la influencia del art nouveau y de la belle époque. También cuenta con edificios de corte moderno que se levantaron después de 1950.[cita requerida]

## Literatura
El periodista Guillermo Osorno publicó en 2014 la novela Tengo que morir todas las noches (Debate), ambientada en la década de 1980 y centrada en el bar gay El Nueve, situado en la calle Londres de la Zona Rosa y uno de los polos de la contracultura mexicana de la época.

## Transporte
Se puede acceder a ella en metro por la estación Insurgentes, o el estación Sevilla. En el Metrobús a través de las estaciones Reforma, Hamburgo e Insurgentes. O bien por el autobús que circula por Paseo de la Reforma, con dirección hacia el Auditorio Nacional o en dirección hacia Indios Verdes y La Villa. Y bajar a la altura del Ángel de la Independencia o en la Glorieta de la joven de Amajac.[cita requerida]

## Atractivos
Como punto de interés turístico que todavía conserva la zona, por la gran oferta comercial que tiene y por ser punto de reunión para capitalinos y visitantes, en la Zona Rosa y en los alrededores se pueden ubicar los siguientes monumentos y atracciones:
- El Bosque de Chapultepec 1a Sección.
- El Monumento a la Independencia, conocido comúnmente como el Ángel y símbolo más popular de la Ciudad de México.
- La Estela de Luz.
- La Glorieta de los Insurgentes.
- La Fuente de la Diana Cazadora.
- El paseo de la Reforma, con sus bellos jardines y monumentos que invitan a recorrer una de las avenidas más bellas de México.
- El Museo de Cera de la Ciudad de México, ubicado en una de las antiguas mansiones de la Colonia Juárez y que fuera propiedad de Antonio Rivas Mercado.
- Las calles Hamburgo, Amberes, Londres y Génova, que conservan varias de las edificaciones originales de la colonia.
- El Monumento a Cuauhtémoc, en el cruce de paseo de la Reforma y avenida de los Insurgentes.
- El Monumento a la Madre.
- La Procuraduría General de la República.
- El recientemente remodelado Hotel Marriott, conocido antes como Aristos.
- La Embajada de los Estados Unidos de América.
- La Embajada de Japón.
- La Embajada de Brasil y su escuela del idioma portugués.
- Las oficinas centrales del Instituto Mexicano del Seguro Social.
- Las oficinas centrales de la Secretaría de Salud.
- La Torre Mayor.
- La Torre HSBC.
- La Torre BBVA.
- La Bolsa Mexicana de Valores.
- El rascacielos St. Regis Hotel & Residences.
- El Hotel Sheraton María Isabel.
- El conjunto denominado Reforma 222, que comprende un gran centro comercial con tiendas, restaurantes y cines así como edificios para uso habitacional y de oficinas y que se ha convertido en un punto de referencia de la Zona Rosa.